# Tecneudosia
Tecneudosia S.p.A. era una società italiana che operava principalmente nel settore delle telecomunicazioni tramite la produzione e distribuzione di shelters e cabinets per l'alloggiamento di apparecchiature di telecomunicazione e telemetria.

## Storia
Tecneudosia viene fondata da Mario Mutti nel 1995 inventando sistemi di alloggiamento per i grandi impianti di telecomunicazioni in grado di autoregolare la temperatura, la manutenzione, il consumo energetico. Nel 1999 acquista Italtel Sistemi - Impianti e Progettazioni (3000 dipendenti e 480 miliardi di lire di fatturato), società Italtel per la progettazione, produzione ed installazione e manutenzione di impianti di telecomunicazioni e sistemi telematici, elettrici ed elettroacustici. L'acquisto avviene in cordata con LCC (20%), Ceiit (5%) e Meliorbanca (15%).
Italtel Sistemi viene così ribattezzata Tecnosistemi e successivamente fusa con Tecneudosia.
Ancora nel 2001, Tecnosistemi acquista da Italtel il ramo d'azienda "Sistemi di Energia" (centrali di commutazione per le reti fisse).
La crisi finanziaria ed economica del gruppo avviene nel 2003, quando, seguendo la volontà di quotarsi in Borsa, l'azionista Mutti, il fondo Cambria e Carlo Ferrario, tramite il veicolo Content S.r.l., decidono di acquistare la già quotata Freedomland: il costo dell'operazione è di 190 milioni di euro, di cui 160 finanziati da Centrobanca e Cofiri. Content, avrebbe ripagato i debiti verso le banche, vendendo Tecnosistemi a Freedomland.
Tuttavia, Freedomland (diventata NTS) non effettuerà poi il reverse merger con Tecnosistemi, che quindi si ritrova a dover affrontare debiti pregressi per 150 milioni e patrimonio netto negativo per 132 milioni.
Il 30 settembre 2003, il Tribunale di Milano, su richiesta di Recause, fornitore della società, dichiara lo stato di insolvenza della compagnia, ora diventata Tecnosistemi S.p.A. - TLC Engineering & Service, decretando quindi l'Amministrazione Straordinaria, il commissariamento del gruppo e la cassa integrazione per i dipendenti del gruppo.
I tre commissari liquidatori hanno redatto il Programma Ex Art. 54 del D.Lgs. 270/1999 in merito alla Procedura di Amministrazione Straordinaria del Gruppo Tecnosistemi (scaricabile qui) in cui si ritiene che l'origine dei debiti sia riconducibile ad una espansione internazionale (soprattutto in Brasile, con committenza Telecom Italia pari al 30% del fatturato consolidato) supportata principalmente da finanziamenti bancari, a fronte di modesti ritorni economici dalle attività svolte ed assenza di strategia di lungo termine. È certo che, come detto, la vicenda NTS è stata decisiva per il destino di Tecnosistemi, che comunque disponeva di know-how e professionalità.

## Numeri
Nel momento in cui Tecnosistemi è stata dichiarata insolvente, era un gruppo che vantava 40 società, 1710 dipendenti, 62.2 milioni di fatturato, 57.7 milioni di portafoglio ordini, clienti dal calibro di Eni, Ferrovie dello Stato, Autostrade, Telecom, Tim, Wind, Fastweb, Italtel, Siemens.

## Ultimi sviluppi
È stata oggetto di una puntata di Report sullo stato dell'industria elettronica in Italia (report.rai.it) ed è in corso un processo per bancarotta fraudolenta.
Mario Mutti, azionista di Tecnosistemi e titolare di cariche operative, ha aperto un sito internet apposito in cui ripercorre la storia dell'azienda e si difende dalle accuse giudiziarie a lui addebitate (http://www.mariomutti.com).

## Fonti
- Provvedimento AGCM n. 7526 (C3620)
- repubblica.it, su ricerca.repubblica.it.